# Размерность Вапника — Червоненкиса
Размерность Вапника — Червоненкиса или VC-размерность — это характеристика семейства алгоритмов для решения задачи классификации с двумя классами, характеризующая сложность или ёмкость этого семейства. Это одно из ключевых понятий в теории Вапника-Червоненкиса о статистическом машинном обучении, названное в честь Владимира Вапника и Алексея Червоненкиса.
Сами Вапник и Червоненкис предпочитают называть эту величину комбинаторной размерностью, так как выяснилось, она была известна алгебраистам еще до открытия их теории машинного обучения.

## Определение
Пусть задано множество {\displaystyle X} и некоторое семейство индикаторных функций (алгоритмов классификации, решающих правил) {\displaystyle {\mathcal {F}}=\{f(x,\alpha )\}}, где {\displaystyle x\in X} — аргумент функций, {\displaystyle \alpha } — вектор параметров, задающий функцию. Каждая такая функция {\displaystyle f(x,\alpha )} сопоставляет каждому элементу множества {\displaystyle X} один из двух заданных классов. VC-размерностью семейства {\displaystyle {\mathcal {F}}} называется наибольшее число {\displaystyle h}, такое, что существует подмножество из {\displaystyle h} элементов множества {\displaystyle X}, которые функции из {\displaystyle {\mathcal {F}}} могут разбить на два класса всеми возможными способами. Если же такие подмножества существуют для сколь угодно большого {\displaystyle h}, то VC-размерность полагается равной бесконечности.
VC-размерность можно обобщить и на случай семейства функций {\displaystyle \{g(x,\alpha )\}}, принимающих действительные значения. Его VC-размерность определяется как VC-размерность семейства индикаторных функций {\displaystyle \{I(g(x,\alpha )>\beta )\}}, где {\displaystyle \beta } пробегает область значений функций {\displaystyle g}.

## Примеры
Как пример, рассмотрим задачу о разбиении точек на плоскости на два класса прямой линией — это так называемый линейный классификатор. Множество из любых трёх точек, не лежащих на одной прямой, может быть разделено прямой линией на два класса всеми возможными способами ({\displaystyle 2^{3}=8} способами, на рисунке ниже показаны три из них), но множества из четырёх и более точек — уже нет. Поэтому VC-размерность линейного классификатора на плоскости равна трём.
|                                             |                                             |                                             |                                              |
| Примеры разделения трёх точек на два класса | Примеры разделения трёх точек на два класса | Примеры разделения трёх точек на два класса | Разделение невозможно для этих четырёх точек |

В общем случае, VC-размерность линейных классификаторов в {\displaystyle n}-мерном пространстве равна {\displaystyle n+1}.